# Navès
Navès és un municipi de la comarca del Solsonès i, alhora, una de les nou entitats de població o pobles que hi ha al municipi. Actualment aquest municipi permet gaudi de diverses instalacións esportives i de oci, a l'estiu pots anar a la piscina municipal situada a la urbanització de Santa Llucia, I durant tot l'any pots utilitar gratuïtament la pista de futbol sala a l'aire lliure.
Diverses epoques de l'any pots gaudir de festes com la Festa Major o diferents actes a la Sala d'Esplai
| Entitat de població | Habitants (2023) |
| Navès               | 132              |
| Besora              | 53               |
| Linya               | 33               |
| la Valldora         | 22               |
| Pegueroles          | 20               |
| Tentellatge         | 18               |
| la Selva            | 12               |
| les Cases de Posada | 10               |
| Busa                | 9                |
| Font: Idescat       |                  |

## Geografia
- Llista de topònims de Navès (Orografia: muntanyes, serres, collades, indrets..; hidrografia: rius, fonts...; edificis: cases, masies, esglésies, etc).

Navès és al sector oriental de la comarca, al límit amb el Berguedà i el Bages. El Cardener forma en part el límit occidental del terme que s'estén principalment als vessants orientals de la seva conca. La serra de Busa és el seu límit septentrional. Els plans de Navès s'estenen entre el riu Aigua d'Ora i el Cardener, ja prop de Cardona. Una gran part del territori és accidentada pels plegaments subpirinencs de la Depressió Central.

### Orografia

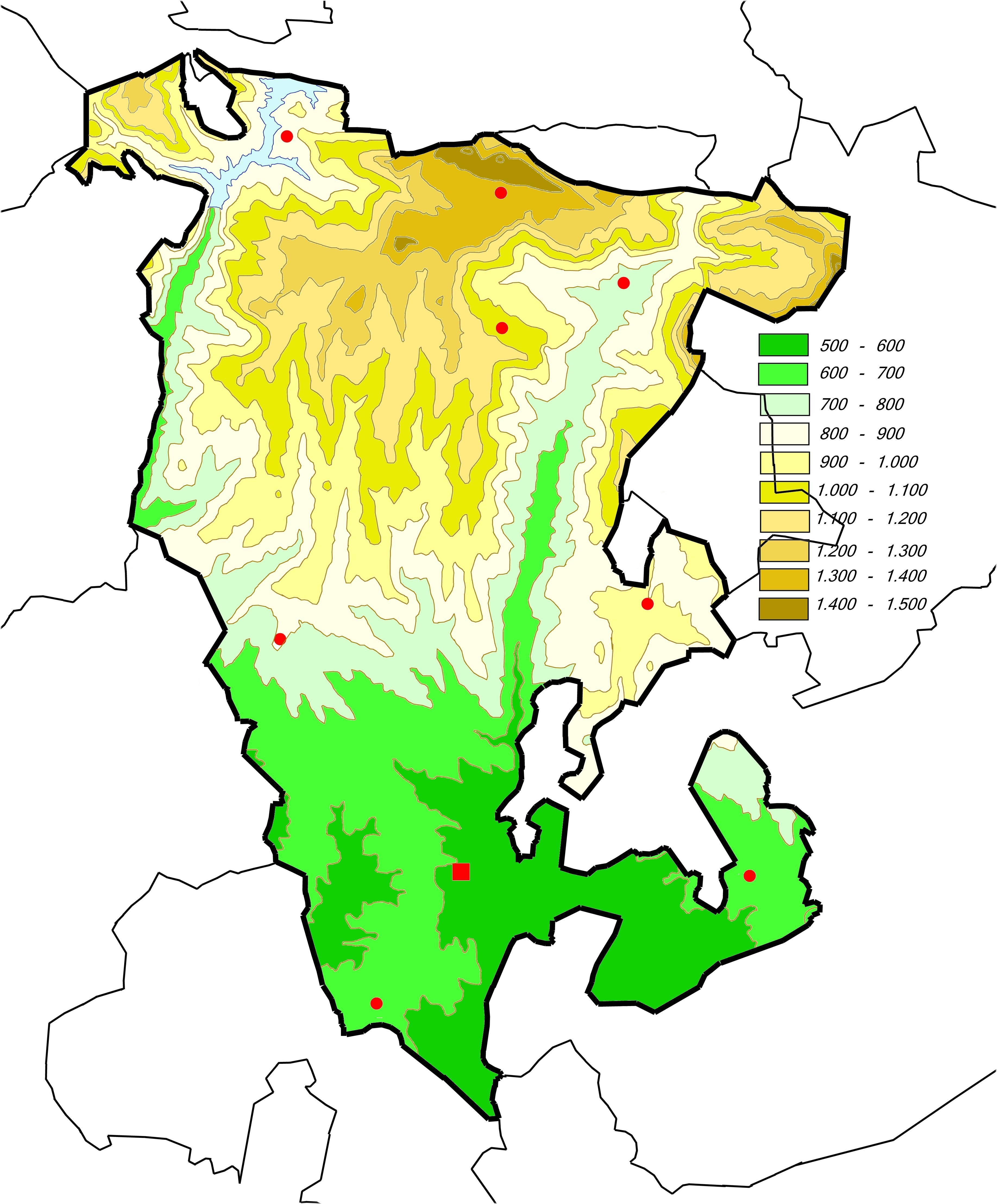
Mapa orogràfic de Navès

Si hom diu que la Noguera és la Mesopotàmia catalana, igualment es podria dir que Navès és la Mesopotàmia del Solsonès: dos rius travessant el terme municipal de nord a sud, un per llevant (l'Aigua d'Ora) i l'altre per ponent (el Cardener) i confluint a l'extrem sud del terme. Aquest terç meridional del terme, a més a més de les valls d'aquests dos rius, no sobrepassa pas més dels 800 m d'altitud. I entre els dos rius, les terres altes, que van agafant altura a mesura que es va pujant cap al nord fins a ultrapassar els 1.500 m d'altitud a la Serra de Busa i a la Muntanya de Taravil. Les terres baixes pertanyen a la Depressió Central i les altes ja s'aixequen en el Prepirineu.
Des de la Serra de Busa, un reguitzell de serres avancen cap als plans del sud alternant-se amb valls boscoses.
Al Nomenclàtor oficial de toponímia major de Catalunya hi consten els següents accidents orogràfics:
- Serres i carenes: La Carena de Besora, la Carena de Cal Moixí, la Carena de Passacabres, la Carena de Santa Cecília, la Carena de Ventolra, la Carena del Bassot, la Carena dels Pujols, la Muntanya de Taravil, la Serra de Busa, la Serra de Codonyola, la Serra de la Canya, la Serra de Montjorn, la Serra de Vila-seca, la Serra dels Tossals, la Serrat de Sòbol, el Serradet de Cal Manel, el Serrat de Bonavista, el Serrat de la Caseta, el Serrat de la Qüestió, el Serrat de la Torre del Merlí, el Serrat de l'Àliga, el Serrat del Llop i el Serrat del Moro.
- Cims: :el Capolat, el Capolatell, el Castell, el Castellot d'Orriols, el Cogul, el Ròdol, la Castelloneta, la Guàrdia, el Linya, el Puig Gertell, el Puig Rodon, el Serrat de Bonaire, el Serrat de Torreblanca, el Serrat de Torrielles, el Tossal de Vall-llonga, el Tossal de Vilella, el Tossal Rodó, el Turó de Can Bosc, el Turó de l'Escala i el Turó del Vilar.
- Collades: Coll d'Arques, Coll de Jonquerals, Coll de l'Arç, Coll de Móra, Coll d'Ordrigues, Collet de la Fusta, Collet del Jardí, Collet dels Sarrions i les Collades.
- Plans: Els Plans, el Pla de Busa i el Pla de l'Àliga.
- Altres orònims: El Cingle de la Creu, la Cinglera de Sòria, els Cingles de Travil, la Costa de la Móra, la Costa d'Esclusa Nou, el Capolatell, el Grau de l'Areny i les Canals,

## Demografia

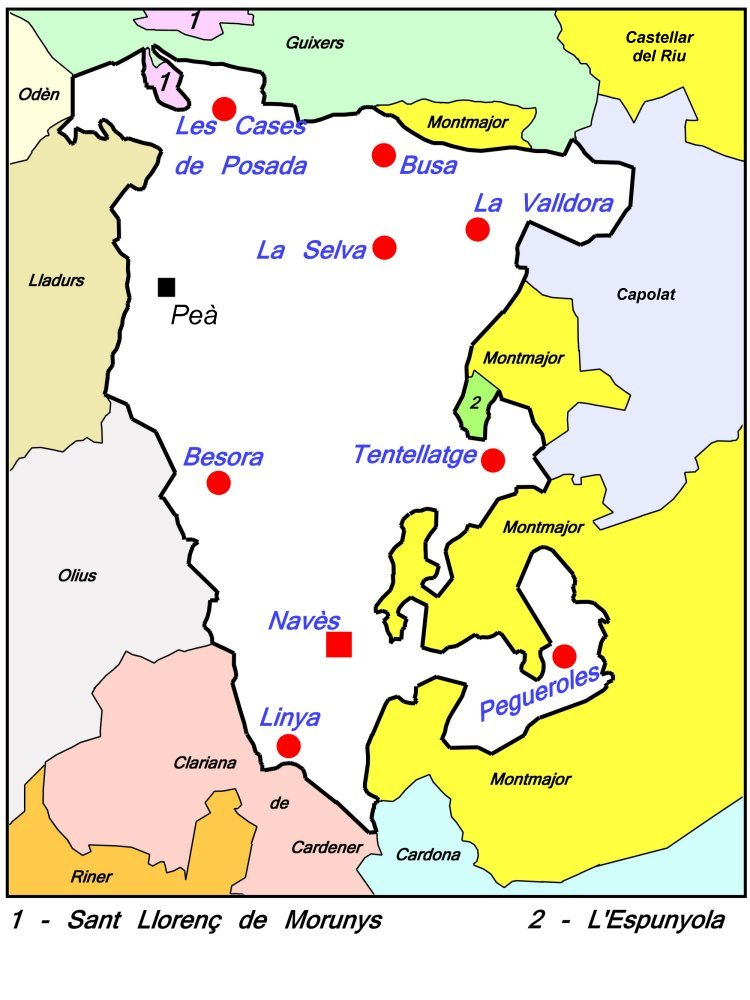
El municipi de Navès amb les 9 entitats de població i els municipis limítrofs.

| 1497 f | 1515 f | 1553 f | 1717 | 1787 | 1857  | 1877  | 1887  | 1900 | 1910 |
| ------ | ------ | ------ | ---- | ---- | ----- | ----- | ----- | ---- | ---- |
| 72     | 76     | 82     | 389  | 570  | 1.766 | 1.262 | 1.176 | 857  | 869  |

| 1920 | 1930 | 1940  | 1950  | 1960 | 1970 | 1981 | 1990 | 1992 | 1994 |
| ---- | ---- | ----- | ----- | ---- | ---- | ---- | ---- | ---- | ---- |
| 885  | 954  | 1.053 | 1.019 | 774  | 556  | 365  | 291  | 283  | 283  |

| 1996 | 1998 | 2000 | 2002 | 2004 | 2006 | 2008 | 2010 | 2012 | 2014 |
| ---- | ---- | ---- | ---- | ---- | ---- | ---- | ---- | ---- | ---- |
| 264  | 277  | 272  | 278  | 272  | 262  | 274  | 276  | 274  | 280  |

| 2016 | 2018 | 2020 | 2022 | 2024 | 2026 | 2028 | 2030 | 2032 | 2034 |
| ---- | ---- | ---- | ---- | ---- | ---- | ---- | ---- | ---- | ---- |
| 283  | 291  | 284  | 305  | 300  | -    | -    | -    | -    | -    |

| Evolució demogràfica |            |            |            |                   |                   |                   |       |
| Any                  | Nucli urbà | Nucli urbà | Nucli urbà | Poblament dispers | Poblament dispers | Poblament dispers | Total |
| Any                  | Homes      | Dones      | Total      | Homes             | Dones             | Total             | Total |
| 2000                 | 0          | 0          | 0          | 42                | 44                | 86                | 86    |
| 2001                 | 0          | 0          | 0          | 43                | 42                | 85                | 85    |
| 2002                 | 0          | 0          | 0          | 44                | 45                | 89                | 89    |
| 2003                 | 0          | 0          | 0          | 44                | 43                | 87                | 87    |
| 2004                 | 0          | 0          | 0          | 46                | 44                | 90                | 90    |
| 2005                 | 0          | 0          | 0          | 42                | 43                | 85                | 85    |
| 2006                 | 0          | 0          | 0          | 42                | 44                | 86                | 86    |
| 2007                 | 0          | 0          | 0          | 45                | 47                | 92                | 92    |
| 2008                 | 0          | 0          | 0          | 42                | 46                | 88                | 88    |
| Font: INE            |            |            |            |                   |                   |                   |       |

## Llocs d'interès
- Castell de Besora
- Museu de la Vall d'Ora[3]
- Monestir de Sant Pere de Graudescales, església romànica
- Sant Miquel de Vilandeny, església (pre)romànica